# Course en ligne masculine de cyclisme sur route aux Jeux olympiques d'été de 2020
Navigation
Rio 2016 Paris 2024
La course en ligne masculine de cyclisme sur route, épreuve de cyclisme des Jeux olympiques d'été de 2020, a lieu le 24 juillet 2021 à Tokyo sur 234 kilomètres. Le départ se déroule au Musashinonomori Park et l'arrivée est située au Fuji Speedway.
La course est remportée en solitaire par l'Équatorien Richard Carapaz, devant le Belge Wout van Aert et le Slovène Tadej Pogačar.

## Présentation

### Parcours
Les parcours des courses sur route hommes et femmes sont dévoilés en août 2018. Les courses commencent dans le Musashinonomori Park à Chōfu, dans l'ouest de Tokyo avec une arrivée sur le circuit Fuji Speedway dans la préfecture de Shizuoka. La course sur route masculine est longue de 234 kilomètres avec un dénivelé total de 4865 mètres.
La première partie des courses hommes et femmes est identique. Le parcours traverse d'abord la périphérie essentiellement plate de la zone métropolitaine de Tokyo. Après 80 kilomètres, le peloton franchit une longue montée sur Doushi Road avec un dénivelé total de 1000 mètres. Après avoir atteint le lac Yamanaka à Yamanashi et traversé le col de Kagosaka, le tracé emprunte une descente rapide de 15 kilomètres. À partir de là, les parcours sont différents pour les hommes et les femmes.
Après la descente, la course des hommes se dirige vers les pentes inférieures du mont Fuji, la plus haute montagne du Japon, où ils font face à une montée longue de 14,3 kilomètres avec une pente moyenne de 6 %. Les coureurs se dirigent ensuite vers le Fuji Speedway, où ils franchissent la ligne d'arrivée à deux reprises avant d'entrer dans la dernière partie de la course, qui comprend le col de Mikuni à environ 30 kilomètres de l'arrivée. Cette montée est de 6,8 kilomètres à une hauteur de 1159 mètres avec une pente moyenne de 10,2 % incluant des sections atteignant 20 %. Après la montée, la course retourne au lac Yamanaka et au col de Kagosaka avant de se terminer sur le Fuji Speedway,.

### Qualification
Un Comité National Olympique (CNO) peut qualifier un maximum de 5 cyclistes pour la course en ligne masculine. Tous les quotas sont attribués au CNO, qui peut sélectionner les cyclistes qu'il souhaite.
Il y a un total de 130 places de quota disponibles pour la course. Parmi celles-ci, 122 sont attribuées par le biais du classement mondial UCI par nations. Ce classement comprend les courses hommes élite et moins de 23 ans pour la saison 2019 (22 octobre 2018 au 22 octobre 2019). Les six premières nations reçoivent le maximum de 5 quotas, à savoir la Belgique, l'Italie, les Pays-Bas, la France, la Colombie et l'Espagne. Les nations classées 7e à 13e ont 4 quotas, les 14e à 21e bénéficient de 3 places, les 22e à 32e ont 2 places et les 33e à 50e n'ont qu'une seule place.
Une règle spéciale offre la possibilité aux coureurs classés dans le top 200 du classement mondial UCI, mais dont la nation n'est pas dans le top 50 de se qualifier pour la course, mais aucun coureur n'est dans cette situation. Les 6 places de quota restantes sont attribuées lors des championnats africains, asiatiques et panaméricains de 2019. Les deux dernières places sont réservées au pays hôte. La qualification étant terminée le 22 octobre 2019, elle n'a pas été affectée par la pandémie de COVID-19.
| Équipes nationales (57)- Japon - Belgique - Italie - Pays-Bas - France - Colombie - Espagne - Slovénie - Allemagne - Australie - Danemark - Grande-Bretagne - Norvège - Suisse - Autriche - Pologne - Irlande - Comité olympique russe - Afrique du Sud - Kazakhstan - Canada - Tchéquie - Équateur - Portugal - Slovaquie - Érythrée - États-Unis - Nouvelle-Zélande - Estonie - Algérie - Luxembourg - Lettonie - Turquie - Biélorussie - Ukraine - Costa Rica - Grèce - Roumanie - Iran - Hongrie - Venezuela - Maroc - Azerbaijan - Lituanie - Rwanda - Mexique - Guatemala - Argentine - Chine - Namibie - Burkina Faso - Taipei chinois - Ouzbekistan - Pérou - Panama - Hong Kong - Croatie |
| |

### Favoris
Les favoris pour l'épreuve sont nombreux en raison du parcours proposé et des stratégies d'équipe possibles.
Néanmoins, les coureurs les plus souvent cités par les médias et les suiveurs sont les trois premiers du classement mondial, à savoir les Slovènes Primož Roglič et Tadej Pogačar (récemment vainqueur de son deuxième Tour de France), ainsi que le Belge Wout van Aert. Ce dernier est membre d'une équipe belge qui comprend également le tenant du titre Greg Van Avermaet et Remco Evenepoel. De son côté, l'Espagnol Alejandro Valverde participe à 41 ans à ses cinquièmes Jeux et il est toujours à la recherche d'une première médaille. Les autres coureurs cités pour la victoire sont les Britanniques Simon et Adam Yates, le Français David Gaudu, l'Équatorien Richard Carapaz, le Russe Aleksandr Vlasov, l'Italien Vincenzo Nibali, le Néerlandais Bauke Mollema, ainsi que les Colombiens Rigoberto Uran et Sergio Higuita,.
D'autres coureurs sont également annoncés comme pouvant se mêler à la course aux médailles, dont le Portugais João Almeida, l'Allemand Maximilian Schachmann, l'Italien Gianni Moscon, le Danois Jakob Fuglsang, l'Australien Richie Porte, l'Irlandais Dan Martin, le Suisse Gino Mader ou le Kazakh Alexey Lutsenko.

## Déroulement de la course
Par rapport aux quotas de places allouées, l'Australie part avec trois coureurs, au lieu des quatre qu'elle pouvait aligner, car Cameron Meyer s'est retiré de l'équipe pour des raisons personnelles. La Colombie aligne quatre coureurs alors qu'elle bénéficie du quota maximal de cinq athlètes, car Daniel Martínez est touché par la COVID-19. C'est également le cas pour le Tchèque Michal Schlegel qui doit renoncer la veille de l'épreuve et n'est pas remplacé.
Brandon McNulty et Richard Carapaz attaquent à 25 km de l'arrivée. Derrière ce duo de tête, les différents favoris dont Wout van Aert et Tadej Pogačar se neutralisent laissant l'écart augmenter. Carapaz lache McNulty qui est repris par les poursuivants et gagne en solitaire. Pour la médaille d'argent, le sprint du groupe des favoris est gagné par Wout van Aert devant Tadej Pogačar.

## Résultat
| Rang | Coureur                    | Pays             | Temps          |
| ---- | -------------------------- | ---------------- | -------------- |
| 1    | Richard Carapaz            | Équateur         | 6 h 5 min 21 s |
| 2    | Wout van Aert              | Belgique         | + 1 min 7 s    |
| 3    | Tadej Pogačar              | Slovénie         | + 1 min 7 s    |
| 4    | Bauke Mollema              | Pays-Bas         | + 1 min 7 s    |
| 5    | Michael Woods              | Canada           | + 1 min 7 s    |
| 6    | Brandon McNulty            | États-Unis       | + 1 min 7 s    |
| 7    | David Gaudu                | France           | + 1 min 7 s    |
| 8    | Rigoberto Urán             | Colombie         | + 1 min 7 s    |
| 9    | Adam Yates                 | Grande-Bretagne  | + 1 min 7 s    |
| 10   | Maximilian Schachmann      | Allemagne        | + 1 min 21 s   |
| 11   | Michał Kwiatkowski         | Pologne          | + 1 min 35 s   |
| 12   | Jakob Fuglsang             | Danemark         | + 2 min 43 s   |
| 13   | João Almeida               | Portugal         | + 3 min 38 s   |
| 14   | Alberto Bettiol            | Italie           | + 3 min 38 s   |
| 15   | Dylan van Baarle           | Pays-Bas         | + 3 min 38 s   |
| 16   | Dan Martin                 | Irlande          | + 3 min 38 s   |
| 17   | Simon Yates                | Grande-Bretagne  | + 3 min 38 s   |
| 18   | Patrick Konrad             | Autriche         | + 3 min 38 s   |
| 19   | Rafał Majka                | Pologne          | + 3 min 40 s   |
| 20   | Gianni Moscon              | Italie           | + 3 min 42 s   |
| 21   | Alexey Lutsenko            | Kazakhstan       | + 6 min 20 s   |
| 22   | Toms Skujiņš               | Lettonie         | + 6 min 20 s   |
| 23   | Gorka Izagirre             | Espagne          | + 6 min 20 s   |
| 24   | Damiano Caruso             | Italie           | + 6 min 20 s   |
| 25   | Marc Hirschi               | Suisse           | + 6 min 20 s   |
| 26   | George Bennett             | Nouvelle-Zélande | + 6 min 20 s   |
| 27   | Guillaume Martin           | France           | + 6 min 20 s   |
| 28   | Primož Roglič              | Slovénie         | + 6 min 20 s   |
| 29   | Emanuel Buchmann           | Allemagne        | + 6 min 20 s   |
| 30   | Hermann Pernsteiner        | Autriche         | + 7 min 51 s   |
| 31   | Michael Schär              | Suisse           | + 7 min 51 s   |
| 32   | Pavel Sivakov              | ROC              | + 7 min 51 s   |
| 33   | Krists Neilands            | Lettonie         | + 10 min 12 s  |
| 34   | Markus Hoelgaard           | Norvège          | + 10 min 12 s  |
| 35   | Yukiya Arashiro            | Japon            | + 10 min 12 s  |
| 36   | Michael Kukrle             | Tchéquie         | + 10 min 12 s  |
| 37   | Kevin Geniets              | Luxembourg       | + 10 min 12 s  |
| 38   | Kenny Elissonde            | France           | + 10 min 12 s  |
| 39   | Eder Frayre                | Mexique          | + 10 min 12 s  |
| 40   | Stefan Küng                | Suisse           | + 10 min 12 s  |
| 41   | Nelson Oliveira            | Portugal         | + 10 min 12 s  |
| 42   | Alejandro Valverde         | Espagne          | + 10 min 12 s  |
| 43   | Jan Polanc                 | Slovénie         | + 10 min 12 s  |
| 44   | Tom Dumoulin               | Pays-Bas         | + 10 min 12 s  |
| 45   | Esteban Chaves             | Colombie         | + 10 min 12 s  |
| 46   | Tanel Kangert              | Estonie          | + 10 min 12 s  |
| 47   | Jhonatan Narváez           | Équateur         | + 10 min 12 s  |
| 48   | Richie Porte               | Australie        | + 10 min 12 s  |
| 49   | Remco Evenepoel            | Belgique         | + 10 min 12 s  |
| 50   | Amanuel Gebreigzabhier     | Érythrée         | + 10 min 12 s  |
| 51   | Wilco Kelderman            | Pays-Bas         | + 10 min 12 s  |
| 52   | Stefan de Bod              | Afrique du Sud   | + 11 min 27 s  |
| 53   | Vincenzo Nibali            | Italie           | + 11 min 27 s  |
| 54   | Nikias Arndt               | Allemagne        | + 11 min 27 s  |
| 55   | Merhawi Kudus              | Érythrée         | + 11 min 27 s  |
| 56   | Anatoliy Budyak            | Ukraine          | + 11 min 27 s  |
| 57   | Benoît Cosnefroy           | France           | + 11 min 27 s  |
| 58   | Tiesj Benoot               | Belgique         | + 11 min 27 s  |
| 59   | Aleksandr Vlasov           | ROC              | + 11 min 27 s  |
| 60   | Giulio Ciccone             | Italie           | + 11 min 27 s  |
| 61   | Tobias Foss                | Norvège          | + 11 min 27 s  |
| 62   | Jesús Herrada              | Espagne          | + 11 min 27 s  |
| 63   | Polychronis Tzortzakis     | Grèce            | + 16 min 20 s  |
| 64   | Muradjan Khalmuratov       | Ouzbékistan      | + 16 min 20 s  |
| 65   | Guillaume Boivin           | Canada           | + 16 min 20 s  |
| 66   | Aleksandr Riabushenko      | Biélorussie      | + 16 min 20 s  |
| 67   | Jan Tratnik                | Slovénie         | + 16 min 20 s  |
| 68   | Andrey Amador              | Costa Rica       | + 16 min 20 s  |
| 69   | Nairo Quintana             | Colombie         | + 16 min 20 s  |
| 70   | Gregor Mühlberger          | Autriche         | + 16 min 20 s  |
| 71   | Lucas Hamilton             | Australie        | + 16 min 20 s  |
| 72   | Luke Durbridge             | Australie        | + 16 min 20 s  |
| 73   | Michel Ries                | Luxembourg       | + 16 min 20 s  |
| 74   | Gino Mäder                 | Suisse           | + 16 min 20 s  |
| 75   | Nicolas Roche              | Irlande          | + 16 min 20 s  |
| 76   | Eddie Dunbar               | Irlande          | + 16 min 20 s  |
| 77   | Mauri Vansevenant          | Belgique         | + 16 min 20 s  |
| 78   | Michael Valgren            | Danemark         | + 16 min 20 s  |
| 79   | Ion Izagirre               | Espagne          | + 16 min 20 s  |
| 80   | Lawson Craddock            | États-Unis       | + 16 min 20 s  |
| 81   | Sergio Higuita             | Colombie         | + 16 min 20 s  |
| 82   | Tobias Halland Johannessen | Norvège          | + 19 min 46 s  |
| 83   | Andreas Leknessund         | Norvège          | + 19 min 46 s  |
| 84   | Nariyuki Masuda            | Japon            | + 19 min 50 s  |
| 85   | Hugo Houle                 | Canada           | + 19 min 50 s  |
|      | Eduardo Sepúlveda          | Argentine        | Abd            |
|      | Vadim Pronskiy             | Kazakhstan       | Abd            |
|      | Attila Valter              | Hongrie          | Abd            |
|      | Ryan Gibbons               | Afrique du Sud   | Abd            |
|      | Nicholas Dlamini           | Afrique du Sud   | Abd            |
|      | Orluis Aular               | Venezuela        | Abd            |
|      | Rémi Cavagna               | France           | Abd            |
|      | Juraj Sagan                | Slovaquie        | Abd            |
|      | Geraint Thomas             | Grande-Bretagne  | Abd            |
|      | Maciej Bodnar              | Pologne          | Abd            |
|      | Greg Van Avermaet          | Belgique         | Abd            |
|      | Omar Fraile                | Espagne          | Abd            |
|      | Tao Geoghegan Hart         | Grande-Bretagne  | Abd            |
|      | Yoeri Havik                | Pays-Bas         | Abd            |
|      | Kasper Asgreen             | Danemark         | Abd            |
|      | Christopher Juul-Jensen    | Danemark         | Abd            |
|      | Ilnur Zakarin              | ROC              | Abd            |
|      | Patrick Bevin              | Nouvelle-Zélande | Abd            |
|      | Zdeněk Štybar              | Tchéquie         | Abd            |
|      | Lukáš Kubiš                | Slovaquie        | Abd            |
|      | Dmitriy Gruzdev            | Kazakhstan       | Abd            |
|      | Peeter Pruus               | Estonie          | Abd            |
|      | Azzedine Lagab             | Algérie          | Abd            |
|      | Hamza Mansouri             | Algérie          | Abd            |
|      | Eduard-Michael Grosu       | Roumanie         | Abd            |
|      | Evaldas Šiškevičius        | Lituanie         | Abd            |
|      | Christofer Jurado          | Panama           | Abd            |
|      | Manuel Rodas               | Guatemala        | Abd            |
|      | Moise Mugisha              | Rwanda           | Abd            |
|      | Tristan de Lange           | Namibie          | Abd            |
|      | Feng Chun-kai              | Taipei chinois   | Abd            |
|      | Onur Balkan                | Turquie          | Abd            |
|      | Ahmet Örken                | Turquie          | Abd            |
|      | Josip Rumac                | Croatie          | Abd            |
|      | Paul Daumont               | Burkina Faso     | Abd            |
|      | Wang Ruidong               | Chine            | Abd            |
|      | Saeid Safarzadeh           | Iran             | Abd            |
|      | Mohcine El Kouraji         | Maroc            | Abd            |
|      | Choy Hiu Fung              | Hong Kong        | Abd            |
|      | Royner Navarro             | Pérou            | Abd            |
|      | Elchin Asadov              | Azerbaïdjan      | Abd            |
|      | Simon Geschke              | Allemagne        | NP             |
|      | Michal Schlegel            | Tchéquie         | NP             |

## Liste des participants
- Liste de départ complète

| Belgique BEL | Belgique BEL      | Belgique BEL |
| ------------ | ----------------- | ------------ |
| Num          | Coureur           | Pos          |
| 1            | Greg Van Avermaet | AB           |
| 2            | Tiesj Benoot      | 58e          |
| 3            | Remco Evenepoel   | 49e          |
| 4            | Wout van Aert     | 2e           |
| 5            | Mauri Vansevenant | 77e          |

| Slovénie SLO | Slovénie SLO  | Slovénie SLO |
| ------------ | ------------- | ------------ |
| Num          | Coureur       | Pos          |
| 6            | Tadej Pogačar | 3e           |
| 7            | Jan Polanc    | 43e          |
| 8            | Primož Roglič | 28e          |
| 9            | Jan Tratnik   | 67e          |

| France FRA | France FRA       | France FRA |
| ---------- | ---------------- | ---------- |
| Num        | Coureur          | Pos        |
| 10         | Rémi Cavagna     | AB         |
| 11         | Benoît Cosnefroy | 57e        |
| 12         | Kenny Elissonde  | 38e        |
| 13         | David Gaudu      | 7e         |
| 14         | Guillaume Martin | 27e        |

| Espagne ESP | Espagne ESP        | Espagne ESP |
| ----------- | ------------------ | ----------- |
| Num         | Coureur            | Pos         |
| 15          | Omar Fraile        | AB          |
| 16          | Jesús Herrada      | 62e         |
| 17          | Gorka Izagirre     | 23e         |
| 18          | Ion Izagirre       | 79e         |
| 19          | Alejandro Valverde | 42e         |

| Grande-Bretagne GBR | Grande-Bretagne GBR | Grande-Bretagne GBR |
| ------------------- | ------------------- | ------------------- |
| Num                 | Coureur             | Pos                 |
| 20                  | Tao Geoghegan Hart  | AB                  |
| 21                  | Geraint Thomas      | AB                  |
| 22                  | Simon Yates         | 17e                 |
| 23                  | Adam Yates          | 9e                  |

| Italie ITA | Italie ITA      | Italie ITA |
| ---------- | --------------- | ---------- |
| Num        | Coureur         | Pos        |
| 24         | Alberto Bettiol | 14e        |
| 25         | Damiano Caruso  | 24e        |
| 26         | Giulio Ciccone  | 60e        |
| 27         | Gianni Moscon   | 20e        |
| 28         | Vincenzo Nibali | 53e        |

| Pays-Bas NED | Pays-Bas NED     | Pays-Bas NED |
| ------------ | ---------------- | ------------ |
| Num          | Coureur          | Pos          |
| 29           | Tom Dumoulin     | 44e          |
| 30           | Yoeri Havik      | AB           |
| 31           | Wilco Kelderman  | 51e          |
| 32           | Bauke Mollema    | 4e           |
| 33           | Dylan van Baarle | 15e          |

| Colombie COL | Colombie COL   | Colombie COL |
| ------------ | -------------- | ------------ |
| Num          | Coureur        | Pos          |
| 34           | Esteban Chaves | 45e          |
| 35           | Sergio Higuita | 81e          |
| 37           | Nairo Quintana | 69e          |
| 38           | Rigoberto Urán | 8e           |

| Australie AUS | Australie AUS  | Australie AUS |
| ------------- | -------------- | ------------- |
| Num           | Coureur        | Pos           |
| 40            | Luke Durbridge | 72e           |
| 41            | Lucas Hamilton | 71e           |
| 42            | Richie Porte   | 48e           |

| Danemark DEN | Danemark DEN            | Danemark DEN |
| ------------ | ----------------------- | ------------ |
| Num          | Coureur                 | Pos          |
| 43           | Kasper Asgreen          | AB           |
| 44           | Jakob Fuglsang          | 12e          |
| 45           | Michael Valgren         | 78e          |
| 46           | Christopher Juul Jensen | AB           |

| Allemagne GER | Allemagne GER         | Allemagne GER |
| ------------- | --------------------- | ------------- |
| Num           | Coureur               | Pos           |
| 47            | Nikias Arndt          | 54e           |
| 48            | Emanuel Buchmann      | 29e           |
| 49            | Simon Geschke         | NP            |
| 50            | Maximilian Schachmann | 10e           |

| Suisse SUI | Suisse SUI    | Suisse SUI |
| ---------- | ------------- | ---------- |
| Num        | Coureur       | Pos        |
| 51         | Marc Hirschi  | 25e        |
| 52         | Stefan Küng   | 40e        |
| 53         | Gino Mäder    | 74e        |
| 54         | Michael Schär | 31e        |

| Portugal POR | Portugal POR    | Portugal POR |
| ------------ | --------------- | ------------ |
| Num          | Coureur         | Pos          |
| 55           | João Almeida    | 13e          |
| 56           | Nélson Oliveira | 41e          |

| Irlande IRL | Irlande IRL   | Irlande IRL |
| ----------- | ------------- | ----------- |
| Num         | Coureur       | Pos         |
| 57          | Eddie Dunbar  | 76e         |
| 58          | Dan Martin    | 16e         |
| 59          | Nicolas Roche | 75e         |

| Équateur ECU | Équateur ECU     | Équateur ECU |
| ------------ | ---------------- | ------------ |
| Num          | Coureur          | Pos          |
| 60           | Richard Carapaz  | 1er          |
| 61           | Jhonatan Narváez | 47e          |

| Comité olympique russe ROC | Comité olympique russe ROC | Comité olympique russe ROC |
| -------------------------- | -------------------------- | -------------------------- |
| Num                        | Coureur                    | Pos                        |
| 62                         | Pavel Sivakov              | 32e                        |
| 63                         | Aleksandr Vlasov           | 59e                        |
| 64                         | Ilnur Zakarin              | AB                         |

| Norvège NOR | Norvège NOR        | Norvège NOR |
| ----------- | ------------------ | ----------- |
| Num         | Coureur            | Pos         |
| 65          | Tobias Foss        | 61e         |
| 66          | Markus Hoelgaard   | 34e         |
| 67          | Tobias Johannessen | 82e         |
| 68          | Andreas Leknessund | 83e         |

| Pologne POL | Pologne POL        | Pologne POL |
| ----------- | ------------------ | ----------- |
| Num         | Coureur            | Pos         |
| 69          | Maciej Bodnar      | AB          |
| 70          | Michał Kwiatkowski | 11e         |
| 71          | Rafał Majka        | 19e         |

| Nouvelle-Zélande NZL | Nouvelle-Zélande NZL | Nouvelle-Zélande NZL |
| -------------------- | -------------------- | -------------------- |
| Num                  | Coureur              | Pos                  |
| 72                   | George Bennett       | 26e                  |
| 73                   | Patrick Bevin        | AB                   |

| Afrique du Sud RSA | Afrique du Sud RSA | Afrique du Sud RSA |
| ------------------ | ------------------ | ------------------ |
| Num                | Coureur            | Pos                |
| 74                 | Stefan de Bod      | 52e                |
| 75                 | Nicholas Dlamini   | AB                 |
| 76                 | Ryan Gibbons       | AB                 |

| Canada CAN | Canada CAN       | Canada CAN |
| ---------- | ---------------- | ---------- |
| Num        | Coureur          | Pos        |
| 77         | Guillaume Boivin | 65e        |
| 78         | Hugo Houle       | 85e        |
| 79         | Michael Woods    | 5e         |

| Tchéquie CZE | Tchéquie CZE    | Tchéquie CZE |
| ------------ | --------------- | ------------ |
| Num          | Coureur         | Pos          |
| 80           | Zdeněk Štybar   | AB           |
| 81           | Michal Schlegel | NP           |
| 82           | Michael Kukrle  | 36e          |

| Autriche AUT | Autriche AUT        | Autriche AUT |
| ------------ | ------------------- | ------------ |
| Num          | Coureur             | Pos          |
| 83           | Patrick Konrad      | 18e          |
| 84           | Gregor Mühlberger   | 70e          |
| 85           | Hermann Pernsteiner | 30e          |

| États-Unis USA | États-Unis USA  | États-Unis USA |
| -------------- | --------------- | -------------- |
| Num            | Coureur         | Pos            |
| 86             | Lawson Craddock | 80e            |
| 87             | Brandon McNulty | 6e             |

| Slovaquie SVK | Slovaquie SVK | Slovaquie SVK |
| ------------- | ------------- | ------------- |
| Num           | Coureur       | Pos           |
| 88            | Juraj Sagan   | AB            |
| 89            | Lukáš Kubiš   | AB            |

| Kazakhstan KAZ | Kazakhstan KAZ  | Kazakhstan KAZ |
| -------------- | --------------- | -------------- |
| Num            | Coureur         | Pos            |
| 90             | Dmitriy Gruzdev | AB             |
| 91             | Alexey Lutsenko | 21e            |
| 92             | Vadim Pronskiy  | AB             |

| Ukraine UKR | Ukraine UKR     | Ukraine UKR |
| ----------- | --------------- | ----------- |
| Num         | Coureur         | Pos         |
| 93          | Anatoliy Budyak | 56e         |

| Estonie EST | Estonie EST   | Estonie EST |
| ----------- | ------------- | ----------- |
| Num         | Coureur       | Pos         |
| 94          | Tanel Kangert | 46e         |
| 95          | Peeter Pruus  | AB          |

| Érythrée ERI | Érythrée ERI            | Érythrée ERI |
| ------------ | ----------------------- | ------------ |
| Num          | Coureur                 | Pos          |
| 96           | Amanuel Ghebreigzabhier | 50e          |
| 97           | Merhawi Kudus           | 55e          |

| Lettonie LAT | Lettonie LAT    | Lettonie LAT |
| ------------ | --------------- | ------------ |
| Num          | Coureur         | Pos          |
| 98           | Krists Neilands | 33e          |
| 99           | Toms Skujiņš    | 22e          |

| Luxembourg LUX | Luxembourg LUX | Luxembourg LUX |
| -------------- | -------------- | -------------- |
| Num            | Coureur        | Pos            |
| 100            | Kevin Geniets  | 37e            |
| 101            | Michel Ries    | 73e            |

| Biélorussie BLR | Biélorussie BLR       | Biélorussie BLR |
| --------------- | --------------------- | --------------- |
| Num             | Coureur               | Pos             |
| 102             | Aleksandr Riabushenko | 66e             |

| Algérie ALG | Algérie ALG    | Algérie ALG |
| ----------- | -------------- | ----------- |
| Num         | Coureur        | Pos         |
| 103         | Azzedine Lagab | AB          |
| 104         | Hamza Mansouri | AB          |

| Roumanie ROU | Roumanie ROU         | Roumanie ROU |
| ------------ | -------------------- | ------------ |
| Num          | Coureur              | Pos          |
| 105          | Eduard-Michael Grosu | AB           |

| Lituanie LTU | Lituanie LTU        | Lituanie LTU |
| ------------ | ------------------- | ------------ |
| Num          | Coureur             | Pos          |
| 106          | Evaldas Šiškevičius | AB           |

| Hongrie HUN | Hongrie HUN   | Hongrie HUN |
| ----------- | ------------- | ----------- |
| Num         | Coureur       | Pos         |
| 107         | Attila Valter | AB          |

| Grèce GRE | Grèce GRE              | Grèce GRE |
| --------- | ---------------------- | --------- |
| Num       | Coureur                | Pos       |
| 108       | Polychrónis Tzortzákis | 63e       |

| Panama PAN | Panama PAN        | Panama PAN |
| ---------- | ----------------- | ---------- |
| Num        | Coureur           | Pos        |
| 109        | Christofer Jurado | AB         |

| Mexique MEX | Mexique MEX | Mexique MEX |
| ----------- | ----------- | ----------- |
| Num         | Coureur     | Pos         |
| 110         | Eder Frayre | 39e         |

| Japon JPN | Japon JPN       | Japon JPN |
| --------- | --------------- | --------- |
| Num       | Coureur         | Pos       |
| 111       | Yukiya Arashiro | 35e       |
| 112       | Nariyuki Masuda | 84e       |

| Guatemala GUA | Guatemala GUA | Guatemala GUA |
| ------------- | ------------- | ------------- |
| Num           | Coureur       | Pos           |
| 113           | Manuel Rodas  | AB            |

| Rwanda RWA | Rwanda RWA    | Rwanda RWA |
| ---------- | ------------- | ---------- |
| Num        | Coureur       | Pos        |
| 114        | Moïse Mugisha | AB         |

| Namibie NAM | Namibie NAM      | Namibie NAM |
| ----------- | ---------------- | ----------- |
| Num         | Coureur          | Pos         |
| 115         | Tristan de Lange | AB          |

| Venezuela VEN | Venezuela VEN | Venezuela VEN |
| ------------- | ------------- | ------------- |
| Num           | Coureur       | Pos           |
| 116           | Orluis Aular  | AB            |

| Turquie TUR | Turquie TUR | Turquie TUR |
| ----------- | ----------- | ----------- |
| Num         | Coureur     | Pos         |
| 117         | Onur Balkan | AB          |
| 118         | Ahmet Örken | AB          |

| Croatie CRO | Croatie CRO | Croatie CRO |
| ----------- | ----------- | ----------- |
| Num         | Coureur     | Pos         |
| 119         | Josip Rumac | AB          |

| Burkina Faso BUR | Burkina Faso BUR | Burkina Faso BUR |
| ---------------- | ---------------- | ---------------- |
| Num              | Coureur          | Pos              |
| 120              | Paul Daumont     | AB               |

| Chine CHN | Chine CHN    | Chine CHN |
| --------- | ------------ | --------- |
| Num       | Coureur      | Pos       |
| 121       | Wang Ruidong | AB        |

| Iran IRI | Iran IRI         | Iran IRI |
| -------- | ---------------- | -------- |
| Num      | Coureur          | Pos      |
| 122      | Saeid Safarzadeh | AB       |

| Argentine ARG | Argentine ARG     | Argentine ARG |
| ------------- | ----------------- | ------------- |
| Num           | Coureur           | Pos           |
| 123           | Eduardo Sepúlveda | AB            |

| Ouzbekistan UZB | Ouzbekistan UZB     | Ouzbekistan UZB |
| --------------- | ------------------- | --------------- |
| Num             | Coureur             | Pos             |
| 124             | Muradjan Halmuratov | 64e             |

| Maroc MAR | Maroc MAR          | Maroc MAR |
| --------- | ------------------ | --------- |
| Num       | Coureur            | Pos       |
| 125       | Mohcine El Kouraji | AB        |

| Costa Rica CRC | Costa Rica CRC | Costa Rica CRC |
| -------------- | -------------- | -------------- |
| Num            | Coureur        | Pos            |
| 126            | Andrey Amador  | 68e            |

| Azerbaijan AZE | Azerbaijan AZE | Azerbaijan AZE |
| -------------- | -------------- | -------------- |
| Num            | Coureur        | Pos            |
| 127            | Elchin Asadov  | AB             |

| Pérou PER | Pérou PER      | Pérou PER |
| --------- | -------------- | --------- |
| Num       | Coureur        | Pos       |
| 128       | Royner Navarro | AB        |

| Taipei chinois TPE | Taipei chinois TPE | Taipei chinois TPE |
| ------------------ | ------------------ | ------------------ |
| Num                | Coureur            | Pos                |
| 129                | Feng Chun-kai      | AB                 |

| Hong Kong HKG | Hong Kong HKG | Hong Kong HKG |
| ------------- | ------------- | ------------- |
| Num           | Coureur       | Pos           |
| 130           | Choy Hiu-fung | AB            |

| Belgique BEL | Belgique BEL      | Belgique BEL |
| ------------ | ----------------- | ------------ |
| Num          | Coureur           | Pos          |
| 1            | Greg Van Avermaet | AB           |
| 2            | Tiesj Benoot      | 58e          |
| 3            | Remco Evenepoel   | 49e          |
| 4            | Wout van Aert     | 2e           |
| 5            | Mauri Vansevenant | 77e          |

| Slovénie SLO | Slovénie SLO  | Slovénie SLO |
| ------------ | ------------- | ------------ |
| Num          | Coureur       | Pos          |
| 6            | Tadej Pogačar | 3e           |
| 7            | Jan Polanc    | 43e          |
| 8            | Primož Roglič | 28e          |
| 9            | Jan Tratnik   | 67e          |

| France FRA | France FRA       | France FRA |
| ---------- | ---------------- | ---------- |
| Num        | Coureur          | Pos        |
| 10         | Rémi Cavagna     | AB         |
| 11         | Benoît Cosnefroy | 57e        |
| 12         | Kenny Elissonde  | 38e        |
| 13         | David Gaudu      | 7e         |
| 14         | Guillaume Martin | 27e        |

| Espagne ESP | Espagne ESP        | Espagne ESP |
| ----------- | ------------------ | ----------- |
| Num         | Coureur            | Pos         |
| 15          | Omar Fraile        | AB          |
| 16          | Jesús Herrada      | 62e         |
| 17          | Gorka Izagirre     | 23e         |
| 18          | Ion Izagirre       | 79e         |
| 19          | Alejandro Valverde | 42e         |

| Grande-Bretagne GBR | Grande-Bretagne GBR | Grande-Bretagne GBR |
| ------------------- | ------------------- | ------------------- |
| Num                 | Coureur             | Pos                 |
| 20                  | Tao Geoghegan Hart  | AB                  |
| 21                  | Geraint Thomas      | AB                  |
| 22                  | Simon Yates         | 17e                 |
| 23                  | Adam Yates          | 9e                  |

| Italie ITA | Italie ITA      | Italie ITA |
| ---------- | --------------- | ---------- |
| Num        | Coureur         | Pos        |
| 24         | Alberto Bettiol | 14e        |
| 25         | Damiano Caruso  | 24e        |
| 26         | Giulio Ciccone  | 60e        |
| 27         | Gianni Moscon   | 20e        |
| 28         | Vincenzo Nibali | 53e        |

| Pays-Bas NED | Pays-Bas NED     | Pays-Bas NED |
| ------------ | ---------------- | ------------ |
| Num          | Coureur          | Pos          |
| 29           | Tom Dumoulin     | 44e          |
| 30           | Yoeri Havik      | AB           |
| 31           | Wilco Kelderman  | 51e          |
| 32           | Bauke Mollema    | 4e           |
| 33           | Dylan van Baarle | 15e          |

| Colombie COL | Colombie COL   | Colombie COL |
| ------------ | -------------- | ------------ |
| Num          | Coureur        | Pos          |
| 34           | Esteban Chaves | 45e          |
| 35           | Sergio Higuita | 81e          |
| 37           | Nairo Quintana | 69e          |
| 38           | Rigoberto Urán | 8e           |

| Australie AUS | Australie AUS  | Australie AUS |
| ------------- | -------------- | ------------- |
| Num           | Coureur        | Pos           |
| 40            | Luke Durbridge | 72e           |
| 41            | Lucas Hamilton | 71e           |
| 42            | Richie Porte   | 48e           |

| Danemark DEN | Danemark DEN            | Danemark DEN |
| ------------ | ----------------------- | ------------ |
| Num          | Coureur                 | Pos          |
| 43           | Kasper Asgreen          | AB           |
| 44           | Jakob Fuglsang          | 12e          |
| 45           | Michael Valgren         | 78e          |
| 46           | Christopher Juul Jensen | AB           |

| Allemagne GER | Allemagne GER         | Allemagne GER |
| ------------- | --------------------- | ------------- |
| Num           | Coureur               | Pos           |
| 47            | Nikias Arndt          | 54e           |
| 48            | Emanuel Buchmann      | 29e           |
| 49            | Simon Geschke         | NP            |
| 50            | Maximilian Schachmann | 10e           |

| Suisse SUI | Suisse SUI    | Suisse SUI |
| ---------- | ------------- | ---------- |
| Num        | Coureur       | Pos        |
| 51         | Marc Hirschi  | 25e        |
| 52         | Stefan Küng   | 40e        |
| 53         | Gino Mäder    | 74e        |
| 54         | Michael Schär | 31e        |

| Portugal POR | Portugal POR    | Portugal POR |
| ------------ | --------------- | ------------ |
| Num          | Coureur         | Pos          |
| 55           | João Almeida    | 13e          |
| 56           | Nélson Oliveira | 41e          |

| Irlande IRL | Irlande IRL   | Irlande IRL |
| ----------- | ------------- | ----------- |
| Num         | Coureur       | Pos         |
| 57          | Eddie Dunbar  | 76e         |
| 58          | Dan Martin    | 16e         |
| 59          | Nicolas Roche | 75e         |

| Équateur ECU | Équateur ECU     | Équateur ECU |
| ------------ | ---------------- | ------------ |
| Num          | Coureur          | Pos          |
| 60           | Richard Carapaz  | 1er          |
| 61           | Jhonatan Narváez | 47e          |

| Comité olympique russe ROC | Comité olympique russe ROC | Comité olympique russe ROC |
| -------------------------- | -------------------------- | -------------------------- |
| Num                        | Coureur                    | Pos                        |
| 62                         | Pavel Sivakov              | 32e                        |
| 63                         | Aleksandr Vlasov           | 59e                        |
| 64                         | Ilnur Zakarin              | AB                         |

| Norvège NOR | Norvège NOR        | Norvège NOR |
| ----------- | ------------------ | ----------- |
| Num         | Coureur            | Pos         |
| 65          | Tobias Foss        | 61e         |
| 66          | Markus Hoelgaard   | 34e         |
| 67          | Tobias Johannessen | 82e         |
| 68          | Andreas Leknessund | 83e         |

| Pologne POL | Pologne POL        | Pologne POL |
| ----------- | ------------------ | ----------- |
| Num         | Coureur            | Pos         |
| 69          | Maciej Bodnar      | AB          |
| 70          | Michał Kwiatkowski | 11e         |
| 71          | Rafał Majka        | 19e         |

| Nouvelle-Zélande NZL | Nouvelle-Zélande NZL | Nouvelle-Zélande NZL |
| -------------------- | -------------------- | -------------------- |
| Num                  | Coureur              | Pos                  |
| 72                   | George Bennett       | 26e                  |
| 73                   | Patrick Bevin        | AB                   |

| Afrique du Sud RSA | Afrique du Sud RSA | Afrique du Sud RSA |
| ------------------ | ------------------ | ------------------ |
| Num                | Coureur            | Pos                |
| 74                 | Stefan de Bod      | 52e                |
| 75                 | Nicholas Dlamini   | AB                 |
| 76                 | Ryan Gibbons       | AB                 |

| Canada CAN | Canada CAN       | Canada CAN |
| ---------- | ---------------- | ---------- |
| Num        | Coureur          | Pos        |
| 77         | Guillaume Boivin | 65e        |
| 78         | Hugo Houle       | 85e        |
| 79         | Michael Woods    | 5e         |

| Tchéquie CZE | Tchéquie CZE    | Tchéquie CZE |
| ------------ | --------------- | ------------ |
| Num          | Coureur         | Pos          |
| 80           | Zdeněk Štybar   | AB           |
| 81           | Michal Schlegel | NP           |
| 82           | Michael Kukrle  | 36e          |

| Autriche AUT | Autriche AUT        | Autriche AUT |
| ------------ | ------------------- | ------------ |
| Num          | Coureur             | Pos          |
| 83           | Patrick Konrad      | 18e          |
| 84           | Gregor Mühlberger   | 70e          |
| 85           | Hermann Pernsteiner | 30e          |

| États-Unis USA | États-Unis USA  | États-Unis USA |
| -------------- | --------------- | -------------- |
| Num            | Coureur         | Pos            |
| 86             | Lawson Craddock | 80e            |
| 87             | Brandon McNulty | 6e             |

| Slovaquie SVK | Slovaquie SVK | Slovaquie SVK |
| ------------- | ------------- | ------------- |
| Num           | Coureur       | Pos           |
| 88            | Juraj Sagan   | AB            |
| 89            | Lukáš Kubiš   | AB            |

| Kazakhstan KAZ | Kazakhstan KAZ  | Kazakhstan KAZ |
| -------------- | --------------- | -------------- |
| Num            | Coureur         | Pos            |
| 90             | Dmitriy Gruzdev | AB             |
| 91             | Alexey Lutsenko | 21e            |
| 92             | Vadim Pronskiy  | AB             |

| Ukraine UKR | Ukraine UKR     | Ukraine UKR |
| ----------- | --------------- | ----------- |
| Num         | Coureur         | Pos         |
| 93          | Anatoliy Budyak | 56e         |

| Estonie EST | Estonie EST   | Estonie EST |
| ----------- | ------------- | ----------- |
| Num         | Coureur       | Pos         |
| 94          | Tanel Kangert | 46e         |
| 95          | Peeter Pruus  | AB          |

| Érythrée ERI | Érythrée ERI            | Érythrée ERI |
| ------------ | ----------------------- | ------------ |
| Num          | Coureur                 | Pos          |
| 96           | Amanuel Ghebreigzabhier | 50e          |
| 97           | Merhawi Kudus           | 55e          |

| Lettonie LAT | Lettonie LAT    | Lettonie LAT |
| ------------ | --------------- | ------------ |
| Num          | Coureur         | Pos          |
| 98           | Krists Neilands | 33e          |
| 99           | Toms Skujiņš    | 22e          |

| Luxembourg LUX | Luxembourg LUX | Luxembourg LUX |
| -------------- | -------------- | -------------- |
| Num            | Coureur        | Pos            |
| 100            | Kevin Geniets  | 37e            |
| 101            | Michel Ries    | 73e            |

| Biélorussie BLR | Biélorussie BLR       | Biélorussie BLR |
| --------------- | --------------------- | --------------- |
| Num             | Coureur               | Pos             |
| 102             | Aleksandr Riabushenko | 66e             |

| Algérie ALG | Algérie ALG    | Algérie ALG |
| ----------- | -------------- | ----------- |
| Num         | Coureur        | Pos         |
| 103         | Azzedine Lagab | AB          |
| 104         | Hamza Mansouri | AB          |

| Roumanie ROU | Roumanie ROU         | Roumanie ROU |
| ------------ | -------------------- | ------------ |
| Num          | Coureur              | Pos          |
| 105          | Eduard-Michael Grosu | AB           |

| Lituanie LTU | Lituanie LTU        | Lituanie LTU |
| ------------ | ------------------- | ------------ |
| Num          | Coureur             | Pos          |
| 106          | Evaldas Šiškevičius | AB           |

| Hongrie HUN | Hongrie HUN   | Hongrie HUN |
| ----------- | ------------- | ----------- |
| Num         | Coureur       | Pos         |
| 107         | Attila Valter | AB          |

| Grèce GRE | Grèce GRE              | Grèce GRE |
| --------- | ---------------------- | --------- |
| Num       | Coureur                | Pos       |
| 108       | Polychrónis Tzortzákis | 63e       |

| Panama PAN | Panama PAN        | Panama PAN |
| ---------- | ----------------- | ---------- |
| Num        | Coureur           | Pos        |
| 109        | Christofer Jurado | AB         |

| Mexique MEX | Mexique MEX | Mexique MEX |
| ----------- | ----------- | ----------- |
| Num         | Coureur     | Pos         |
| 110         | Eder Frayre | 39e         |

| Japon JPN | Japon JPN       | Japon JPN |
| --------- | --------------- | --------- |
| Num       | Coureur         | Pos       |
| 111       | Yukiya Arashiro | 35e       |
| 112       | Nariyuki Masuda | 84e       |

| Guatemala GUA | Guatemala GUA | Guatemala GUA |
| ------------- | ------------- | ------------- |
| Num           | Coureur       | Pos           |
| 113           | Manuel Rodas  | AB            |

| Rwanda RWA | Rwanda RWA    | Rwanda RWA |
| ---------- | ------------- | ---------- |
| Num        | Coureur       | Pos        |
| 114        | Moïse Mugisha | AB         |

| Namibie NAM | Namibie NAM      | Namibie NAM |
| ----------- | ---------------- | ----------- |
| Num         | Coureur          | Pos         |
| 115         | Tristan de Lange | AB          |

| Venezuela VEN | Venezuela VEN | Venezuela VEN |
| ------------- | ------------- | ------------- |
| Num           | Coureur       | Pos           |
| 116           | Orluis Aular  | AB            |

| Turquie TUR | Turquie TUR | Turquie TUR |
| ----------- | ----------- | ----------- |
| Num         | Coureur     | Pos         |
| 117         | Onur Balkan | AB          |
| 118         | Ahmet Örken | AB          |

| Croatie CRO | Croatie CRO | Croatie CRO |
| ----------- | ----------- | ----------- |
| Num         | Coureur     | Pos         |
| 119         | Josip Rumac | AB          |

| Burkina Faso BUR | Burkina Faso BUR | Burkina Faso BUR |
| ---------------- | ---------------- | ---------------- |
| Num              | Coureur          | Pos              |
| 120              | Paul Daumont     | AB               |

| Chine CHN | Chine CHN    | Chine CHN |
| --------- | ------------ | --------- |
| Num       | Coureur      | Pos       |
| 121       | Wang Ruidong | AB        |

| Iran IRI | Iran IRI         | Iran IRI |
| -------- | ---------------- | -------- |
| Num      | Coureur          | Pos      |
| 122      | Saeid Safarzadeh | AB       |

| Argentine ARG | Argentine ARG     | Argentine ARG |
| ------------- | ----------------- | ------------- |
| Num           | Coureur           | Pos           |
| 123           | Eduardo Sepúlveda | AB            |

| Ouzbekistan UZB | Ouzbekistan UZB     | Ouzbekistan UZB |
| --------------- | ------------------- | --------------- |
| Num             | Coureur             | Pos             |
| 124             | Muradjan Halmuratov | 64e             |

| Maroc MAR | Maroc MAR          | Maroc MAR |
| --------- | ------------------ | --------- |
| Num       | Coureur            | Pos       |
| 125       | Mohcine El Kouraji | AB        |

| Costa Rica CRC | Costa Rica CRC | Costa Rica CRC |
| -------------- | -------------- | -------------- |
| Num            | Coureur        | Pos            |
| 126            | Andrey Amador  | 68e            |

| Azerbaijan AZE | Azerbaijan AZE | Azerbaijan AZE |
| -------------- | -------------- | -------------- |
| Num            | Coureur        | Pos            |
| 127            | Elchin Asadov  | AB             |

| Pérou PER | Pérou PER      | Pérou PER |
| --------- | -------------- | --------- |
| Num       | Coureur        | Pos       |
| 128       | Royner Navarro | AB        |

| Taipei chinois TPE | Taipei chinois TPE | Taipei chinois TPE |
| ------------------ | ------------------ | ------------------ |
| Num                | Coureur            | Pos                |
| 129                | Feng Chun-kai      | AB                 |

| Hong Kong HKG | Hong Kong HKG | Hong Kong HKG |
| ------------- | ------------- | ------------- |
| Num           | Coureur       | Pos           |
| 130           | Choy Hiu-fung | AB            |